# Бріан Фіабема
Бріан Солгауг Фіабема (норв. Bryan Solhaug Fiabema, нар. 16 лютого 2003, Тромсе, Норвегія) — норвезький футболіст, нападник польського клубу «Лех».

## Клубна кар'єра
Бріан Фіабема народився у місті Тромсе, що на півночі Норвегії. З 2016 року він почав займатися у футбольній школі місцевого однойменного клуба.У 2019 році футболіст провів одну гру в основі свого клубу у турнірі Елітесеріен.
А з наступного року Фіабема перебрався до футбольної академії англійського «Челсі». У 2022 році футболіст потрапив до першої команди але одразу був відправлений в оренду до Норвегії - у клуб «Русенборг».
У серпні 2022 року футболіст був відкликаний з «Русенборга» і наступний сезон провів в англійському клубі Першої ліги «Форест Грін Роверз». У 2023 році контракт Бріана з «Челсі» закінчився і він приєднався до іспанського «Реал Сосьєдад». Але там грав лише за дублюючий склад.
У липні 2024 року Фіабема перейшов до клубу польської Екстракласи — «Лех» (Познань), з яким підписав контракт на три роки з можливістю продовження договору ще на рік.

## Збірна
З 2019 року Бріан Фіабема є гравцем юнацьких збірних Норвегії.
З 2023 року Бріан Фіабема виступає за молодіжну збірну Норвегії.

## Досягнення
- Чемпіон Польщі (1):

«Лех»: 2024-25